# Phialomyces macrosporus
Espèce
Phialomyces macrosporus est une espèce de champignons Ascomycètes de la famille des Aspergillaceae.

## Historique
La description de cette espèce a conduit à la description du nouveau genre de champignons, Phialomyces, après avoir été comparé aux genres Paecilomyces, Stachybotrys et Memnoniella.

## Description
Les colonies sont de couleur jaune vif sur gélose neutre à la levure Czapek-Dox, puis elles deviennent veloutées et olive grisâtre, avec un pigment jaune produit dans le milieu. Les souches de cette espèce de ce genre peuvent produire des conidiophores terverticillés.

## Taxonomie
Le nom correct complet (avec auteur) de ce taxon est Phialomyces macrosporus P.C. Misra & P.H.B. Talbot, 1964.
Espèce type du genre Phialomyces, deux autres espèces ont été confirmées comme appartenant au même genre et reclassées à la suite d'une analyse phylogénétique regroupant dans ce genre, les espèces Penicillium arenicola, Merimbla humicoloides et Phialomyces macrosporus.